# グスターボ・サントス・シモエス・ダ・シウバ
グスターボ・サントス・シモエス・ダ・シウバ（ポルトガル語: Gustavo Santos Simões da Silva、2002年4月23日 - ）は、ブラジルのサッカー選手。ポジションはFW。

## 来歴
サンパウロ州プライア・グランジに生まれ、SEマトネンシでサッカーを始めた。その後、CRヴァスコ・ダ・ガマの下部組織を経て、2020年にアヴァイFCの下部組織に加入した。
2021年4月27日に行われたカンピオナート・カタリネンセでガブリエウに代わって途中出場し選手初出場を記録すると、この試合で唯一となる得点も決めて、初出場初得点で勝利の立役者となった。その後2試合に出場した後は再びU-20チームでのプレーとなったが、2022年のコパ・サンパウロ・ジ・フチボウ・ジュニオールを終えるとトップチームに昇格し、2025年迄の契約を結んだ。2022年7月3日に行われたカンピオナート・ブラジレイロ・セリエAでエドゥアルドに代わって途中出場し全国リーグ初出場を記録した。
2023年8月14日にJ3リーグ・FC大阪に同年末迄の期限付き移籍で加入した。

## 個人成績
| 国内大会個人成績 | 国内大会個人成績 | 国内大会個人成績 | 国内大会個人成績 | 国内大会個人成績 | 国内大会個人成績 | 国内大会個人成績 | 国内大会個人成績 | 国内大会個人成績 | 国内大会個人成績 | 国内大会個人成績 | 国内大会個人成績 |
| 年度             | クラブ           | 背番号           | リーグ           | リーグ戦         | リーグ戦         | リーグ杯         | リーグ杯         | オープン杯       | オープン杯       | 期間通算         | 期間通算         |
| 年度             | クラブ           | 背番号           | リーグ           | 出場             | 得点             | 出場             | 得点             | 出場             | 得点             | 出場             | 得点             |
| 日本             | 日本             | 日本             | 日本             | リーグ戦         | リーグ戦         | リーグ杯         | リーグ杯         | 天皇杯           | 天皇杯           | 期間通算         | 期間通算         |
| ---------------- | ---------------- | ---------------- | ---------------- | ---------------- | ---------------- | ---------------- | ---------------- | ---------------- | ---------------- | ---------------- | ---------------- |
| 2023             | FC大阪           | 42               | J3               | 0                | 0                | -                | -                |                  |                  |                  |                  |
| 通算             | 日本             | 日本             | J3               | 0                | 0                | -                | -                |                  |                  |                  |                  |
| 総通算           | 総通算           | 総通算           | 総通算           | 0                | 0                | 0                | 0                |                  |                  |                  |                  |